# Wladimir Guettée
Wladimir (oprindelig René François) Guettée (født 1. december 1816, død 22. marts 1892) var en fransk gejstlig.
Guettée var romerskkatolsk præst, udgav Histoire de l'Église de France (12 bind, Paris 1847—56), blev da beskyldt for at hælde til jansenismen og måtte 1856 opgive sin stilling. I 1862 gik han over til den russisk-ortodokse kirke, hvis lære han fremsatte og forsvarede i sit tidsskrift Union chrétienne. Han udgav blandt andet Histoire des Jésuites (I—III, 1858—61), Souvenirs d'un prêtre romain devenu prêtre orthodoxe (1890).